# Камистиколь
Камистико́ль (каз. Қамыстыкөл) — село у складі Акжаїцького району Західноказахстанської області Казахстану. Входить до складу Конеккеткенського сільського округу.
Населення — 195 осіб (2021; 245 у 2009, 328 у 1999, 345 у 1989).